# Córka weterynarza
Córka weterynarza (ang. The Vet's Daughter) – powieść brytyjskiej pisarki Barbary Comyns, wydana po raz pierwszy w roku 1959.
W roku 1978 na jej podstawie powstał musical The Clapham Wonder (reż. Sandy Wilson). W słuchowisku w stacji BBC Radio, książkę czytała Susannah Harker. Książka doczekała się ponad 30 wydań w czterech językach (stan na rok 2019).

## Fabuła
Akcja powieści rozgrywa się w Londynie. Główna bohaterka, Alicja mieszka z ojcem i chorą matką. Po tym jak jej matka umiera, Alicja, zamykając się w sobie odkrywa w sobie wyjątkowe zdolności.